# YUYU20
YUYU20 é um grupo musical composto por músicos responsáveis pelas versões em português das canções do anime Yu Yu Hakusho na década de 90. O projeto é capitaneado por Luigi Carneiro e Hans Zeh. Carneiro era da banda Alderan e cantou as músicas do anime em 1997; e Zeh já trabalhou com grandes nomes da música brasileira e na adaptação da trilha sonora de Yu Yu Hakusho. A cantora Carla de Castro também estava envolvida no projeto.

## História

### 2017-2022
Reunindo-se em 2017 para comemorar 20 anos da estreia da série, lançaram regravações mais extensas e elaboradas, culminando, em 2021, no bem-sucedido projeto no Catarse para um álbum (chamado YUYU20) que reúne essas regravações junto com as com as gravações originais da época. O disco também trouxe quatro composições inéditas e sete versões alternativas, como versões acústicas.
Em 2022, foi lançado um segundo álbum, intitulado Não Conheci o Outro Mundo por Querer, que, além de ser uma mistura de versões lados-B das músicas originais, trouxe três canções inéditas, adaptadas de discos onde os atores de voz do anime cantaram músicas-tema de seus personagens. A faixa-título é uma versão de "All Right", cantada por Nozomi Sasaki, voz de Yusuke; também há "Ventanias", adaptação de "Wild Wind", esta cantada por Megumi Ogata e Nobuyuki Hiyama (vozes de Kurama e Hiei); e a músicas "Olhos nos Olhos", versão de "Eye to Eye", originalmente cantada por Ogata, Hiyama e com adição de Shigeru Chiba, voz do Kuwabara. O álbum ainda inclui um cover em português da abertura da série de tokusatsu Solbrain, marcando a primeira gravação do grupo fora do mundo de Yu Yu Hakusho. Interessante notar que Carneiro foi o cantor oficial da versão brasileira da música na época em que o seriado foi transmitido.
No mesmo ano, fizeram um show na Anime Friends com a cantora original de vários dos temas de Yu Yu Hakusho, Matsuko Mawatari; incluindo a famosa abertura "Hohoemi no Bakudan" (conhecida no Brasil como Sorriso Contagiante).
O grupo passou por uma reformulação nessa época, adicionando o guitarrista Marcelo Lima e o baterista Ulisses da Hora. Então lançaram sua segunda música fora de Yu Yu Hakusho, com o nome de "Loop Infinito". Uma versão de "Kaikai Kitan", de Jujutsu Kaisen. O single também contou com uma adaptação de "Tank!", de Cowboy Bebop. Pouco depois, o terceiro álbum foi lançado com o nome de Outras Histórias | Vol.1, trazendo mais músicas de outros animes, como Shingeki no Kyojin e Naruto Shippuden.

### 2023-2024
Em 2023, o grupo lançou "Smile Bomb", uma versão em inglês da abertura de Yu Yu Hakusho. O single também trouxe outras músicas do anime, além de uma releitura de uma canção da ex-banda de Carneiro, Alderan. No mesmo ano, foi lançado o documentário “YUYU20: Outras Histórias – O Filme”, que narra a história do grupo e inclui bastidores de apresentações ao vivo, incluindo a participação da própria Matsuko Mawatari. O filme está disponível na íntegra no YouTube. 2023 ainda viu o grupo lançar mais um álbum, chamado Remixes e Faixas Raras, com uma proposta autoexplicativa e duas faixas novas. Uma delas, "Escura Alvorada", tema do personagem Hiei, teve um videoclipe produzido.
A banda iniciou 2024 com um novo projeto de financiamento coletivo: um novo álbum com participação de Matsuko Mawatari. Inicialmente chamado YUYU20 Remaster, a proposta é ter versões remasterizadas da conhecida trilha somada a algumas faixas inéditas. Além de tais releituras, o grupo promete versões de canções inéditas no Brasil. O álbum acabou ficando com o título Trilha Sonora Original Em abril do mesmo ano, tendo atingido a meta, foram lançados os dois primeiros singles do álbum: “O Frio e a Sakura” e "De Tóquio ao Rio". O primeiro é a versão aportuguesada de "Dachi (Buddies)”, também conhecida como o tema do personagem Kuwabara. Cinco fãs (MC Bocoio, Bonna Barlavento, Davi Augusto, Guilherme Garou e Rebeka Fonseca) se juntaram a Carneiro para a adaptação da letra. O single também conta com as faixas "Arco e Flecha da Cor Carmesim — Tema de Attack on Titan” e “Se Vivo ou se Morro”. Já o segundo é composto pela própria Mawatari, com Carneiro responsável pelos vocais e pela letra. A banda novamente se apresenta no Anime Friends.
Em outubro do mesmo ano, lançaram um single com sua versão da abertura de Winspector e com a faixa autoral “(Alguma Coisa) Não Me Deixa em Paz”.

## Discografia
- YUYU20
- Não Conheci o Outro Mundo por Querer
- Outras Histórias | Vol. 1
- Remixes e Faixas Raras
- Trilha Sonora Original